# أوريدو تونس
أوريدو (بالفرنسية: ooredoo) أو  تونيزيانا سابقاً هي شركة جوال خاصة في تونس. وهي مملوكة مناصفة من قبل مجموعة اورسكوم تلكوم والشركة الوطنية للاتصالات.
يصل رأس مالها إلى 330 مليون دينار تونسي، وتأسست في 11 ماي 2002.
بدأت تونيزيانا نشاطها الاقتصادي في27 ديسمبر 2002، وبعد 6 أشهر، أصبحت شبكتها للهاتف الجوال تغطي 60% من عدد السكان في تونس. تخطت تونيزيانا الـ 4.8 مليون مشترك في 30 جوان 2007. التغطية وصلت إلى 99% من عدد السكان خلال 2005. في بداية 2006، أطلقت تونيزيانا خدمات الجيل الثالث من الهاتف الجوال عبر تقنيات الـ ج.ب.ر.س. وأ.د.ج.أ في السوق التونسي. في 17 نوفمبر، غيرت تونيزيانا شعارها المرئي والمكتوب فأصبح إنت الأولى بعد أن كان إنتوما الكل معانا. 24 أبريل 2014 تونيزيانا تغيير الاسم ويصبح له شركة جديد ضمن مجموعة الأتصالات أوريدو قطرية وهي أوريدو تونس

## شعارات

الشعار القديم

## وصلات خارجية
- (بالفرنسية) موقع تونيزيانا الرسمي.